# EPG
Sigla de Electronic Programming Guide (Guia de Programação Eletrônica), Interface gráfica que possibilita a navegação pelas múltiplas possibilidades de programação que o usuário encontrará na TV Digital, sendo o equivalente aos guias de horários de televisão publicados nos jornais, com funções e operação análoga a de um portal de internet.
Uma de suas funções é permitir o agendamento de conteúdos específicos para serem gravados por Digital Video Recorders conectados à TV.